# Duben 2017

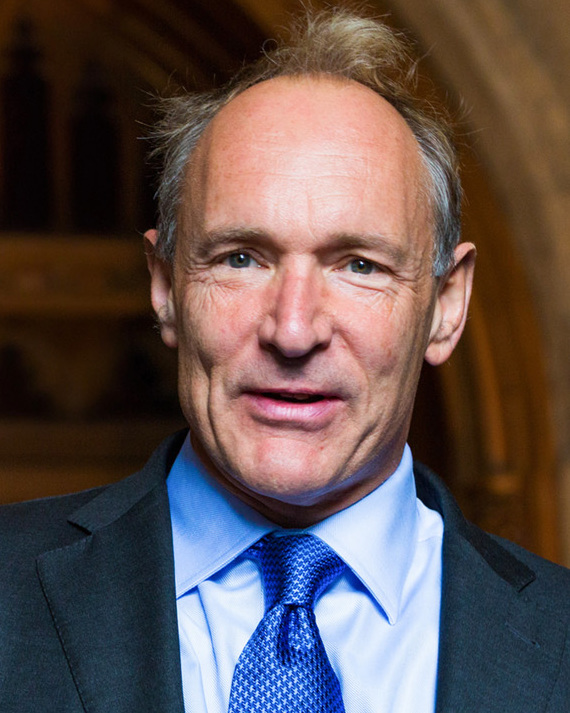
Sir Tim Berners-Lee

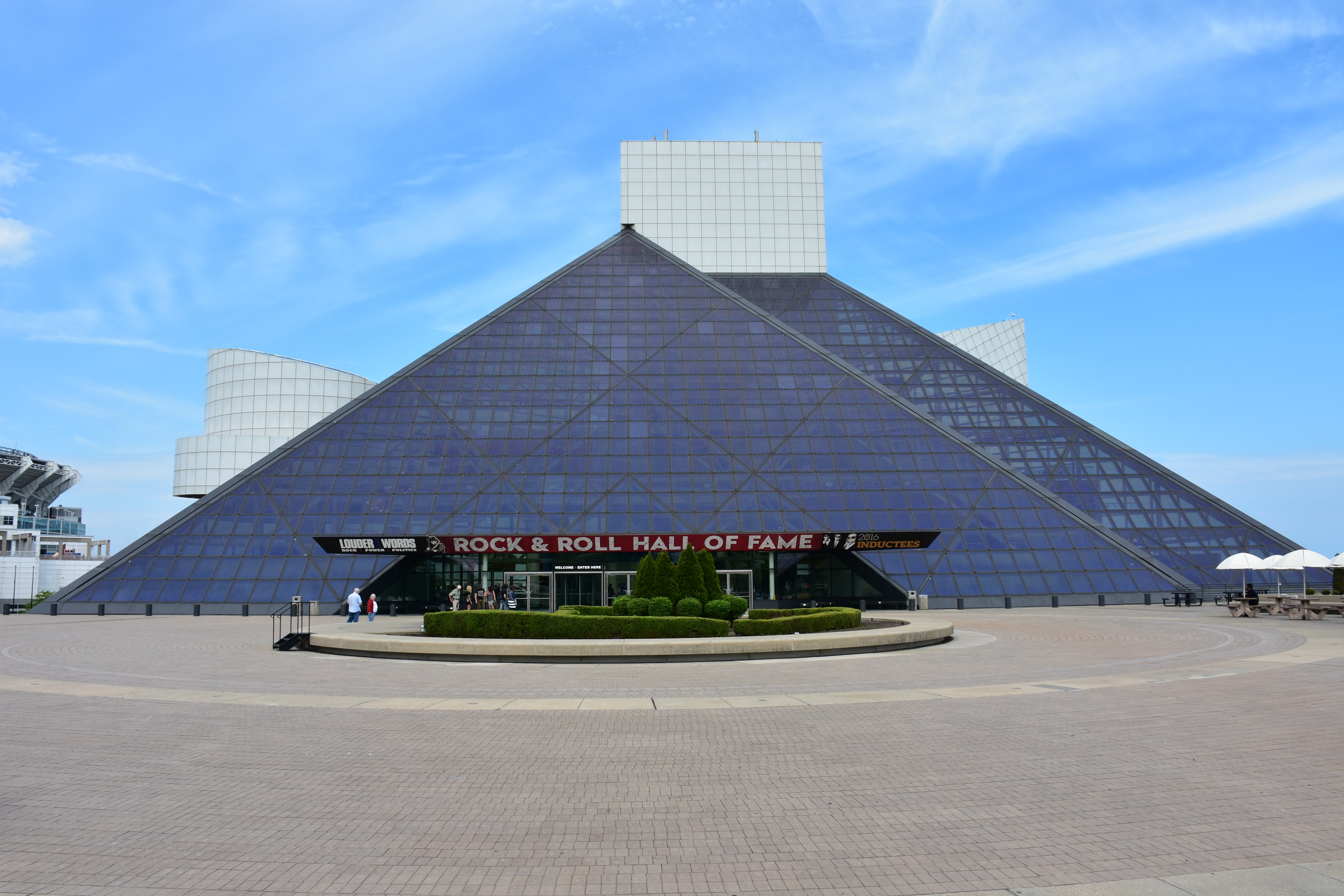
Rock and Roll Hall of Fame

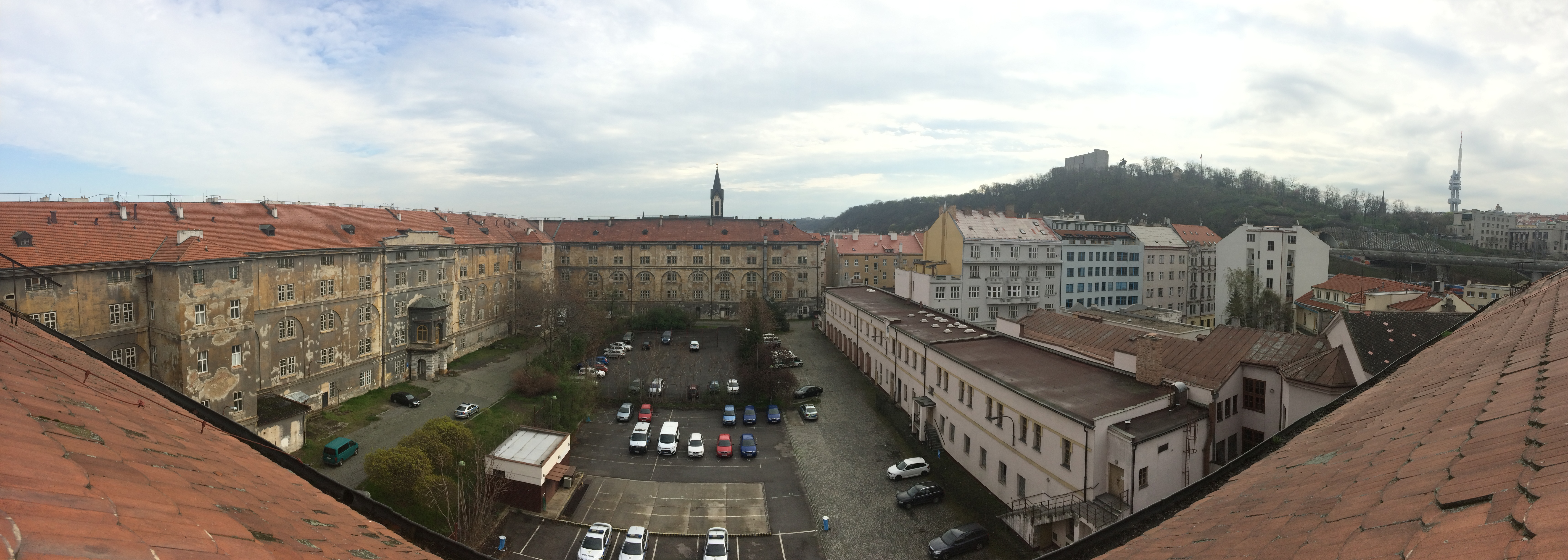
Karlínská kasárna

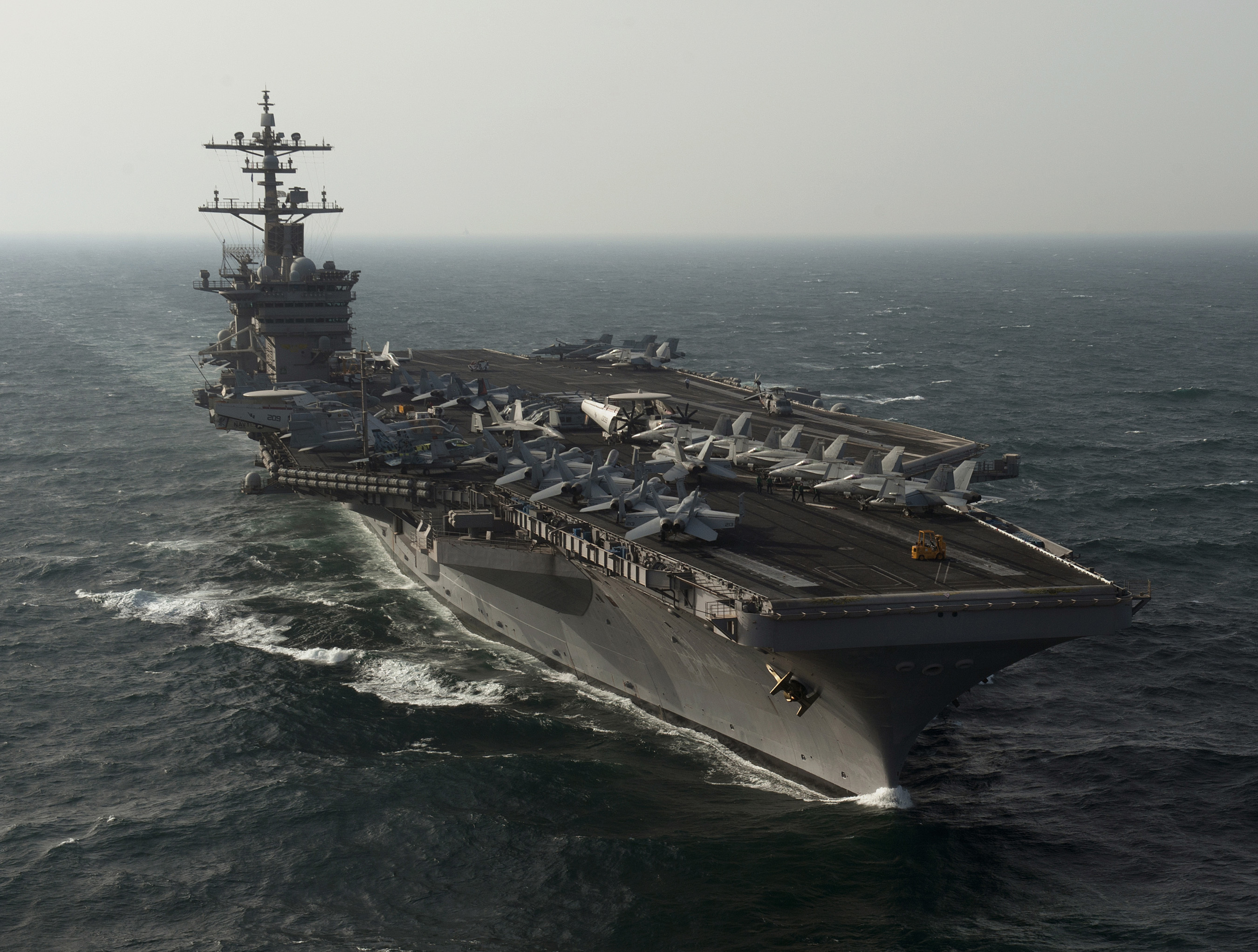
USS Carl Vinson

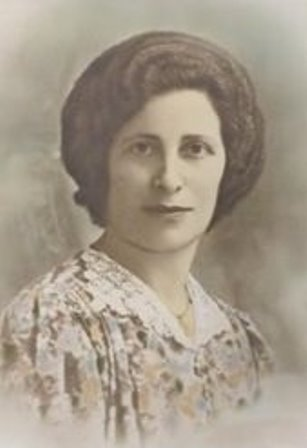
Emma Morano

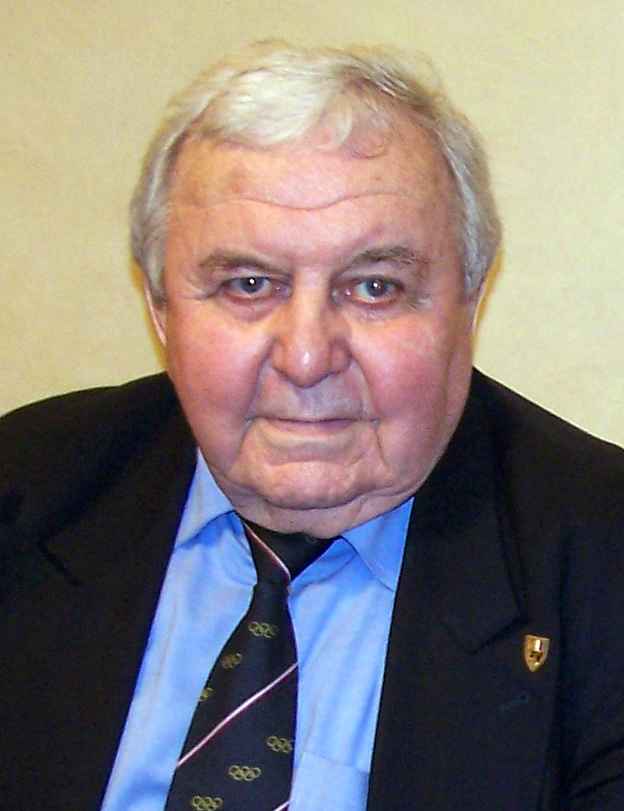
Augustin Bubník

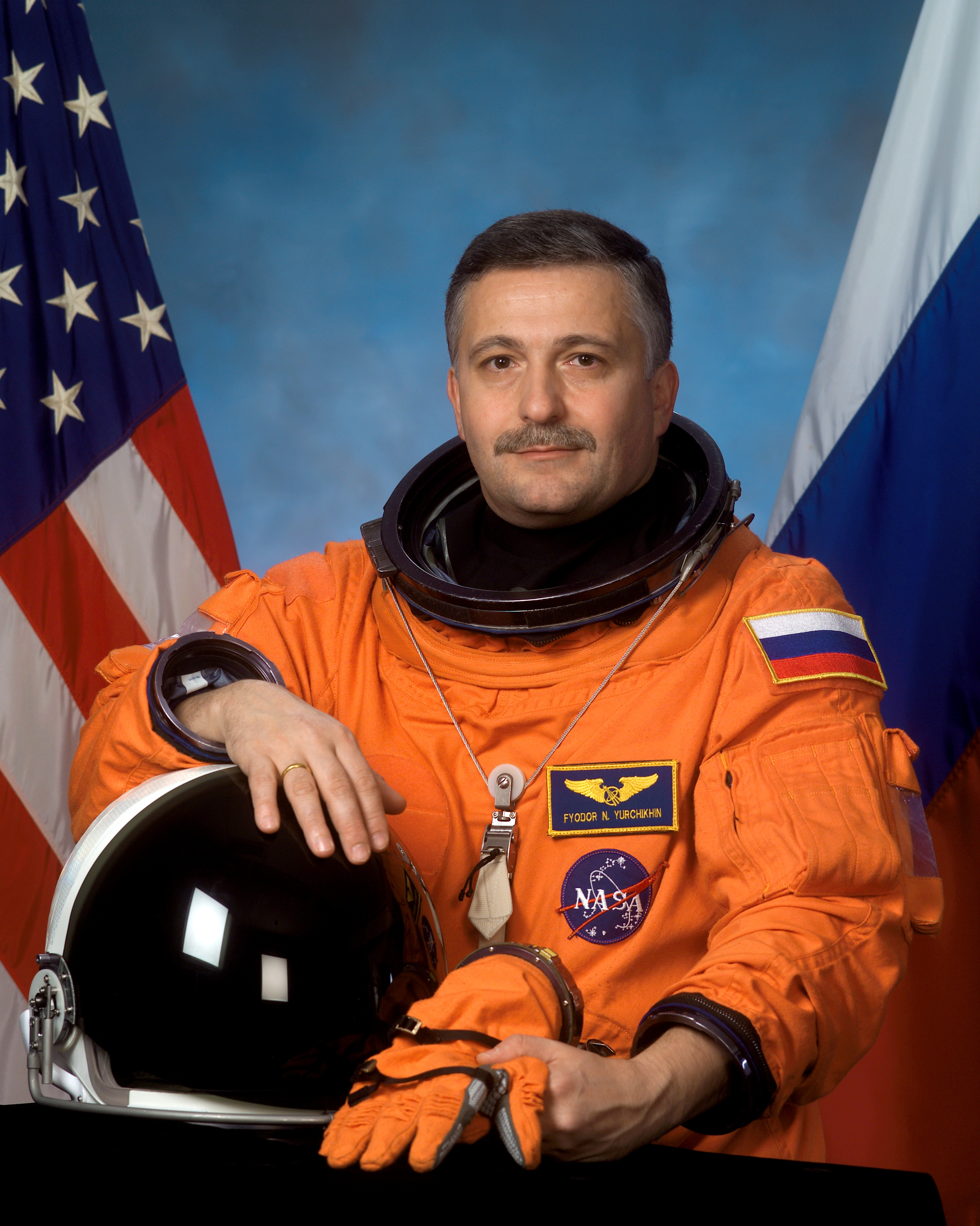
Fjodor Jurčichin

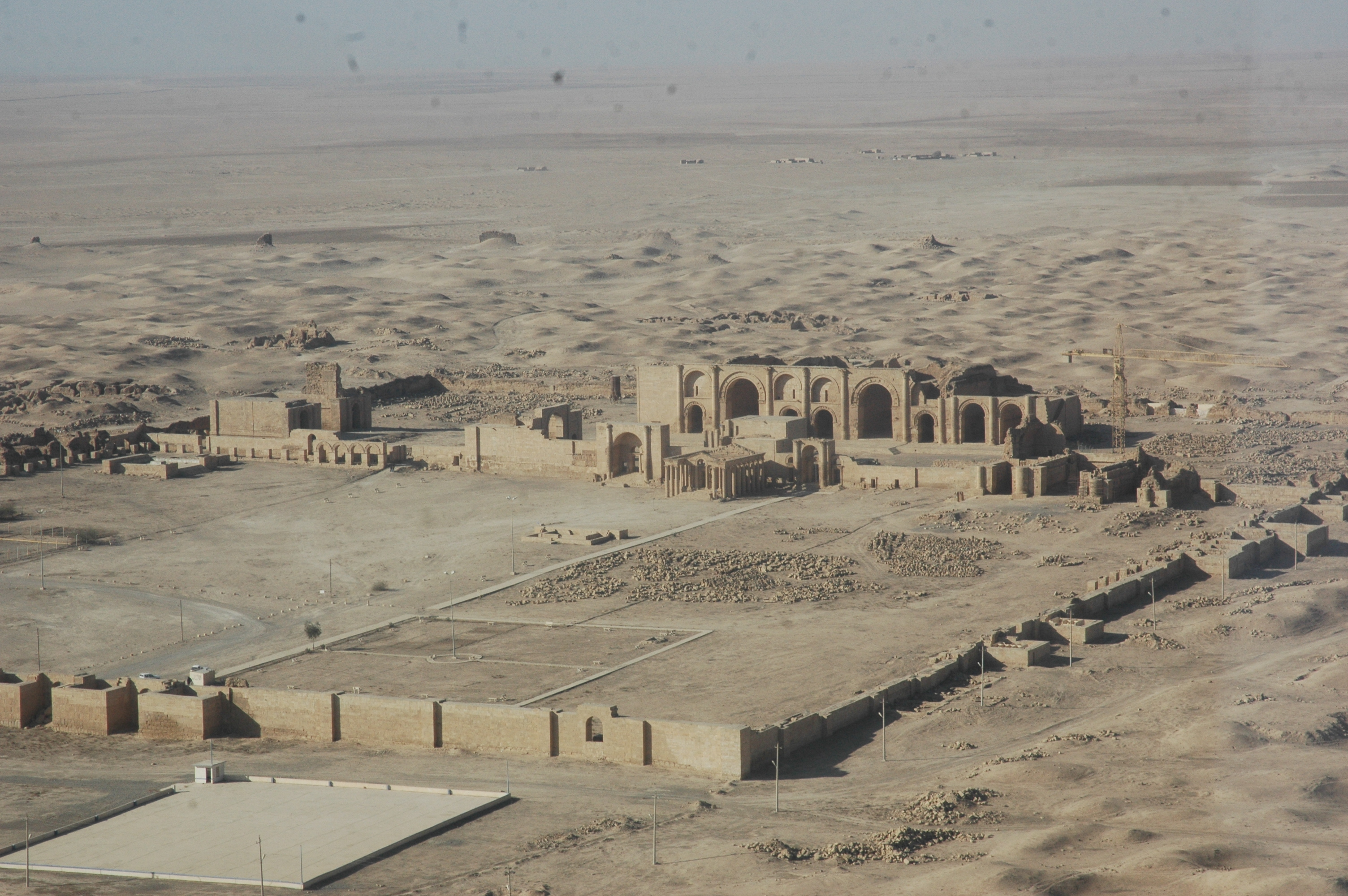
Pevnost Hatra

Nosorožec Sudán

1. dubna – sobota
 Sesuvy půdy a záplavy po extrémních deštích na jihozápadě Kolumbie ve městě Mocoa si vyžádaly již přes 250 obětí na životech a stejné množství lidí se pohřešuje.
 Ve věku 84 let zemřel ruský básník ukrajinského původu Jevgenij Jevtušenko.
2. dubna – neděle
 V ekvádorských prezidentských volbách těsně zvítězil kandidát vládnoucí socialistické strany Lenín Moreno.
3. dubna – pondělí
 V ruském Petrohradu došlo k bombovému útoku, při němž zemřelo nejméně 15 lidí a dalších 50 bylo zraněno.
4. dubna – úterý
 V syrském městě Chán Šajchún v provincii Idlib bylo při chemickém útoku zabito nejméně sto lidí, mezi nimi i děti, a další více než čtyři stovky byly zraněny. Organizace Syrská observatoř pro lidská práva (SOHR), která o útoku informovala, z něj obvinila syrskou nebo ruskou armádu, obě strany však zapojení do útoku odmítly. Ve středu 5. dubna se kvůli tomu sešla Rada bezpečnosti OSN, zasedání svolaly Spojené státy, Spojené království a Francie.
 Tim Berners-Lee (na obrázku), tvůrce World Wide Webu a protokolu HTTP, získal Turingovu cenu.
 Čeští poslanci poměrem hlasů 117 : 18 přehlasovali veto prezidenta Miloše Zemana k novele zákona o ochraně přírody a krajiny, která mění pravidla v národních parcích Šumava, Krkonoše, České Švýcarsko a Podyjí.
 Maďarský parlament schválil novelu vysokoškolského zákona, která v praxi znemožňuje další fungování Středoevropské univerzity (CEU) v Budapešti. Proti tomuto záměru se již v neděli 2. dubna rozhořely v budapešťských ulicích protesty, kterých se odhadem zúčastnilo až deset tisíc lidí.
 Novým českým ministrem průmyslu a obchodu byl jmenován Jiří Havlíček.
5. dubna – středa
 Ve věku 62 let zemřel Jan Malý, český fotograf a spoluautor časosběrného cyklu Český člověk.
 Slovenští poslanci zrušili kontroverzní amnestie expremiéra Vladimíra Mečiara udělené v případu únosu exprezidentova syna Michala Kováče mladšího z roku 1998.
6. dubna – čtvrtek
 Česká národní banka ukončila režim devizových intervencí, které udržovaly hodnotu české koruny na úrovni kolem 27 korun za euro. Tento kurz byl uměle udržoval od roku 2013 a nyní koruna vůči euru posílila asi o 1,5 %.
 Ve věku 92 let zemřela herečka Libuše Havelková, známá jako babička Libuška z Kouzelné školky.
7. dubna – pátek
 V USA došlo k prvnímu osobnímu setkání mezi americkým prezidentem Donaldem Trumpem a čínským vůdcem Si Ťin-pchingem. Konkrétní výsledky rozhovorů nebyly zveřejněny.
 Bylo oznámeno jmenování historicky prvního pomocného biskupa pro ostravsko-opavskou diecézi. Papež František jím jmenoval dosavadního generálního vikáře, Mons. Martina Davida. O jmenování pomocného biskupa požádal, vzhledem ke svému zdravotnímu stavu, diecézní biskup František Lobkowicz koncem roku 2016.
 Nejméně čtyři oběti si vyžádal útok nákladním vozidlem ve Stockholmu.
 Občanská válka v Sýrii: Americká armáda vypálila ze dvou svých válečných lodí ve východním Středomoří 59 střel s plochou dráhou letu Tomahawk na leteckou základnu Šajrát poblíž Homsu. Útok byl veden jako odpověď na chemický útok ve městě Chán Šajchún v severní Sýrii.
 Rusko jako odpověď na americký útok na vojenskou základnu Šajrát pozastavilo dohodu o letech nad Sýrií a Kreml označil americký útok za porušení mezinárodního práva a provokaci.

8. dubna – sobota
 Zesnulý raper Tupac Shakur a folková zpěvačka Joan Baez byli spolu se skupinami Pearl Jam, Yes, Journey a Electric Light Orchestra uvedeni do Rokenrolové síně slávy (na obrázku). Kytarista Nile Rodgers byl oceněn za hudební excelentnost.
 Baskická teroristická organizace ETA zahájila ve francouzském městě Bayonne proces svého odzbrojení.
9. dubna – neděle
 Egyptský prezident Abdal Fattáh Sísí vyhlásil tříměsíční výjimečný stav, poté sebevražední atentátníci zabili nejméně 45 lidí při útocích na kostely Koptské pravoslavné církve ve městech Alexandrie a Tanta.
 Norská policie zadržela šestnáctiletého ruského občana podezřelého z nastražení bomby u stanice metra v centru Osla, kterou o den dříve zneškodnila.
 Ve věku 70 let zemřel Jiří Ornest, herec, režisér a překladatel.
10. dubna – pondělí
 Ministerstvo spravedlnosti pronajalo Karlínská kasárna v Praze 8 skupině kulturních developerů, kteří v minulosti provozovali Nákladové nádraží Žižkov. Cílem je tu vytvořit pražské kulturní a společenské centrum. Součástí projektu je i galerie Karlin Studios.
11. dubna – úterý
 Tři exploze poškodily autobus fotbalistů německého klubu Borussia Dortmund cestou na čtvrtfinále Ligy mistrů s Monakem. Vzhledem k nálezu dopisu s požadavky na ukončení účasti Německa ve válce s Islámským státem ukazovalo policejní vyšetřování zpočátku na možnost islamistického terorizmu v pozadí činu. 21. dubna 2017 policie zadržela podezřelého Sergeje W., skutečným motivem činu byly podle policie spekulace na pokles akcí klubu po útoku.
12. dubna – středa
 Čínský prezident Si Ťin-pching vyzval svůj americký protějšek Donalda Trumpa k mírovému řešení napjaté situace v Koreji poté, co k poloostrovu zamířil operační svaz letadlové lodi USS Carl Vinson (na obrázku).
13. dubna – čtvrtek
 Americké ozbrojené síly svrhly termobarickou bombu GBU-43 MOAB na pozici Islámského státu v afghánské provincii Nangarhár. Jde o první operační nasazení této zbraně.
 Cyklón Cook přinesl na Nový Zéland vítr o rychlosti 150 km/h, přívalový déšť a sesuvy půdy.
 Evropský soud pro lidská práva rozhodl, že Rusko selhalo při ochraně obyvatelstva během Beslanského masakru v roce 2004 a je povinno příbuzným obětí zaplatit odškodné v celkové výši 80 milionů korun. Rusko rozsudek soudu odmítlo.
14. dubna – pátek
 Syrská armáda obsadila města Zabadání a Madájá poté, co byli povstalci a jejich rodiny evakuováni do Idlibu. Kolem 16 000 lidí bylo evakuováno také z ší'itských měst Fúa a Kafrája.
 Spojené státy vyslaly vojenské poradce do Somálska poprvé od pyrrhova vítězství svých speciálních jednotek během bitvy v Mogadišu v roce 1993.
15. dubna – sobota
 Útok sebevražedného atentátníka na evakuační konvoj s šíity mířícími do oblasti syrského Aleppa nepřežilo 126 lidí.
 Ve věku 117 let zemřela Emma Morano, poslední člověk narozený v 19. století.
16. dubna – neděle
 Turečtí občané se v referendu vyslovili 51,3% většinou pro změnu ústavy při celkové volební účasti 84 % oprávněných voličů, Turecko by se tak mělo stát prezidentskou republikou. Část opozice sčítání zpochybnila s požadavkem na přepočítání většiny hlasů.
17. dubna – pondělí
 Severní Korea bude pokračovat v testování vojenských raket navzdory varování viceprezidenta USA Mikea Pence, sdělil náměstek severokorejského ministra zahraničí zpravodajské stanici BBC.
18. dubna – úterý
 Britská premiérka Theresa Mayová chce uspořádat předčasné parlamentní volby v termínu 8. června 2017 a požádala parlament o souhlas k tomuto kroku.
 Krajský soud v Brně zakázal předběžným opatřením společnosti Uber poskytovat taxislužbu na území města Brna.
 Ve věku 88 let zemřel československý reprezentační hokejista Augustin Bubník.
19. dubna – středa
 Organizace pro zákaz chemických zbraní potvrdila, že při chemickém útoku v Chán Šajchúnu byl použit sarin.
 Mediální společnost 21st Century Fox oznámila, že vyhodila moderátora stanice Fox News Billa O'Reillyho kvůli obviněním ze sexuálního obtěžovaní pěti žen.
20. dubna – čtvrtek
 Dva lidé, policista a útočník, byli zabiti při přestřelce mezi francouzskou policií a džihádistou na Avenue des Champs-Élysées v 8. pařížském obvodě.
 Rada dohlížitelů zakázala bývalému íránskému prezidentovi Mahmúdu Ahmadínežádovi kandidovat v nadcházejících prezidentských volbách.
 Ruský nejvyšší soud zakázal činnost náboženské společnosti Svědkové Jehovovi.
 Tři lidé byli zbiti během milionové protivládní demonstrace v Caracasu, hlavním městě Venezuely.
 K Mezinárodní vesmírné stanici (ISS) se připojila ruská kosmická loď Sojuz MS-04 s ruským kosmonautem Fjodorem Jurčichinem a americkým astronautem Jackem Fischerem, která odstartovala z kosmodromu Bajkonur.
21. dubna – pátek
 Skupina katarských lovců, v četně členů katarské královské rodiny, byla propuštěna po šestnáctiměsíčním zajetí. Jejich propuštění má údajně souvislost s probíhající evakuací několika obležených syrských měst.
 Nejméně 11 lidí bylo zabito při protivládních demonstracích ve venezuelském hlavním městě Caracas.
 Neméně 50 lidí bylo zabito při útoku Tálibánu na základnu afghánské armády poblíž města Mazár-e Šaríf v provincii Balch.
 Dva lidé byli zabiti při střelbě na velitelství FSB v Chabarovsku na ruském dálném východě.
 Německá speciální jednotka GSG9 zatkla podezřelého z útoku na autobus s hráči klubu Borussia Dortmund.
22. dubna – sobota
 Francouzské prezidentské volby zahájili obyvatelé ostrovů Saint Pierre a Miquelon, Guadeloupe a Martinik. Následovaní obyvateli Francouzské Guyany a Francouzské Polynésie.
23. dubna – neděle
 V prvním kole prezidentských voleb ve Francii zvítězili Emmanuel Macron a Marine Le Penová.
 František Rajtoral, bývalý obránce Plzně a české fotbalové reprezentace, spáchal sebevraždu ve věku 31 let.
 Jonhap: Severní Korea zadržela amerického občana, který v zemi dojednával dodávky humanitární pomoci.
 Jeden pozorovatel mise OBSE byl zabit a dva další zraněni poté, co jejich vozidlo najelo na minu u města Slovjanoserbsk na území ovládaném Luhanskou lidovou republikou. Při incidentu byl zabit Američan. Mezi zraněnými je Čech a Němka.
25. dubna – úterý
 Turecké letectvo provedlo sérii úderů na pozice PKK v syrském guvernorátu Hasaka a také v iráckém městě Sindžár, kde bylo při útoku zabito také pět Pešmergů.
 Obvodní soud pro Prahu 2 osvobodil Jindřicha Frühaufa obviněného z házení vajec na prezidenta Miloše Zemana.
26. dubna – středa
 Lidové mobilizační síly dobyly starověkou parthskou pevnost Hatra (na obrázku), součást Světového kulturního dědictví UNESCO, která byla v roce 2015 zničena teroristy ze samozvaného Islámského státu.
 Čína spustila na vodu svojí první doma postavenou letadlovou loď.
 Ve věku 73 let zemřel americký režisér Jonathan Demme, který režíroval film Mlčení jehňátek.
 Ozbrojené síly Turecka opětovně zaútočily na pozice PKK v syrském a iráckém Kurdistánu.
 Spojené státy americké rozmístili v Jižní Koreji první část protiraketové obrany THAAD.
27. dubna – čtvrtek
 Ruská průzkumná loď Liman se potopila po srážce s nákladní lodí severně od Bosporského průlivu.
 Arabsko-izraelský konflikt: Izraelské letectvo provedlo nálet na sklady zbraní u mezinárodního letiště v Damašku. Izrael pravidelně útočí na dodávky zbraní pro ší'itskou militantní organizaci Hizballáh.
 Turecké ministerstvo zahraničí se ohradilo proti usnesení české Poslanecké sněmovny a opakovaným výrokům prezidenta Miloše Zemana odsuzujícím Arménskou genocidu z roku 1915. Naopak Arménie poslanecké usnesení stejně jako prezidentské výroky uvítala.
 Sudán (na obrázku), poslední samec nosorožce tuponosého severního, vstoupil na internetovou seznamku Tinder. Fundraisingová akce má za cíl vybrat peníze na záchranu vymírajícího druhu.
28. dubna – pátek
 Britská policie zmařila dva pokusy o teroristický útok.
 Anticenu Ropák roku získal ministr dopravy Dan Ťok za to, že zablokoval zařazení několika cenných přírodní lokalit do soustavy Natura 2000. Cenu Zelená perla získal poslanec Roman Váňa.
29. dubna – sobota
 Severní Korea provedla v době zvýšeného mezinárodního napětí test balistické rakety středního doletu.
 Turecký telekomunikační úřad zakázal přístup na web internetové encyklopedie Wikipedie.
30. dubna – neděle
 Zoologové z Papuanské univerzity zachytili smečku novoguinejských zpívajících psů poblíž dolu Grasberg v horách ostrova Nová Guinea.